# Садков, Вадим Анатольевич
Вадим Анатольевич Садков  (род. 12 апреля 1953, Серпухов, РСФСР, СССР) — доктор искусствоведения, профессор, Лауреат Премии Правительства РФ (2008), историк искусства , музейный работник ,куратор выставок . Член редколлегии журнала «Master Drawings» (Нью-Йорк ). Заведующий отделом искусства старых мастеров Государственного музея изобразительных искусств им. А. С. Пушкина. Автор более 125 книг и публикаций.

## Биография
Вадим Садков родился 12 апреля 1953 года в Серпухове. В 1975 году окончил Ленинградский институт живописи, скульптуры и архитектуры им. И. Е. Репина. В 1981 году — защитил кандидатскую диссертацию на тему " Фламандская пейзажная живопись в период между творчеством Брейгеля и Рубенса"  в НИИ теории и истории изобразительного искусства Академии художеств СССР. Профессиональную деятельность начал с 1975 года. После защиты диссертации был приглашен И.А. Антоновой  в Государственный музей изобразительных искусств имени А. С. Пушкина. В 1987 году возгласил зарубежный сектор отдела графики, впоследствии стал заведующим отделом искусства старых мастеров.
Специалист в области западноевропейского искусства XVI—XVIII веков, занимается проблемами атрибуции и экспертизы. В 1997 году защитил докторскую диссертацию на тему : " Голландский рисунок XVII века : проблемы типологии и экспертизы" , в 1998 году был удостоен научного звания профессор.
Член CODART и NIAS (Нидерланды), HNA (США), редколлегии журнала «Master Drawings» (Нью-Йорк). Лауреат Премии Правительства России. Автор более 125 книг, статей , научных работ каталогов и выставок . .

## Кураторские проекты
- 2001—Нидерландский, фламандский и голландский рисунок XVI-XVIII веков. Бельгийский и голландский рисунок XIX-XX веков.  ГМИИ им. А.С. Пушкина, Москва
- 2004—Зримый образ и скрытый смысл : аллегории и эмблематика в живописи Фландрии и Голландии второй половины XVI-XVII в ГМИИ им. А.С. Пушкина, Москва
- 2006—Рембранд. Его предшественники и последователи . ГМИИ им. А.С. Пушкина, Москва
- 2011— Искусство Северной Готики и Ренессанса. Живопись, скульптура, художественная мебель из собрания М.Е. Перченко (Москва). ГМИИ им. А.С. Пушкина, Москва[4]
- 2013— Малые голландцы из частных коллекций. ЦДХ . Москва
- 2013 —Голландский групповой портрет Золотого века. ГМИИ им. А.С. Пушкина, Москва
- 2016 — Кранахи. Между Ренессансом и маньеризмом. Государственный Эрмитаж, Санкт-Петербург, ГМИИ им. А.С. Пушкина, Москва[3]
- 2018 — Эпоха Рембрандта и Вермеера. Шедевры Лейденской коллекции. ГМИИ им. А.С. Пушкина, Москва[4]
- 2018 — Рембрандт и его наставники. ГМИИ им. А.С. Пушкина, Москва[5]
- 2018 — Эпоха Дюрера. Немецкая графика и живопись конца XV – первой половины XVI века. Музейно-выставочный комплекс «Новый Иерусалим», Истра[2]
- 2019 — «Русский Йорданс». Картины и рисунки Якоба Йорданса из собраний России. Государственный Эрмитаж, Санкт-Петербург, ГМИИ им. А.С. Пушкина, Москва[6]
- 2020 — Младшие Брейгели и их эпоха. Нидерландская живопись золотого века из коллекции Валерии и Константина Мауергауз. Музейно-выставочный комплекс «Новый Иерусалим», Истра[7]
- 2021— Образ и смысл. Голландская живопись XVII века из музеев и частных собраний России, Серпухов

## Публикации
- 1975 — Серпуховская коллекция. Художник. 1975 № 7. С.51-54
- 1977 — Новые атрибуции нидерландских картин в Музее Серпухова. Искусство. 1977. №6. С. 63-68